# Charte de la transition guinéenne
Pour les articles homonymes, voir Charte de la transition.
Lire en ligne

Charte sur le site de conakryinfos.com

Constitution guinéenne de 2020 -
La Charte de la transition guinéenne de 2021 est la constitution provisoire appliquée du 26 septembre 2021 jusqu'aux élections prochaines en république de Guinée.

## Contexte
Le coup d’État du 5 septembre 2021 a été coordonné par le CNRD dirigé par le colonel Mamadi Doumbouya.
Le président Alpha Condé est destitué, le gouvernement et les institutions de la république ont été dissoutes par la junte.
Le CNRD lance des concertations nationales du 14 au 23 septembre au palais du peuple entre les représentants des partis politiques, la société civile, les centrales syndicales, les organisations patronales, les forces de défense et de sécurité, les organisations de défense des droits de l'homme, les organisations des Guinéens de l'étranger, les organisations des femmes, les organisations des jeunesses, les organisations culturelles, les confessions religieuses, les secteurs informels et les métiers, les associations paysannes, les sages des régions, les personnes vivant avec des handicaps, les organisations socioprofessionnelles, les chambres consulaires et les organisations de presse.
Le 27 septembre, le CNRD promulgue la charte de la transition issue de ces consultations.
Le 29 juin 2024, le CNRD présente, un avant-projet de nouvelle Constitution composé de 205 articles, afin de sortir de la transition, qui doit être soumis à référendum pour début 2025. Certains dans l'opposition sont opposés à ce projet de constitution.

## Objectif
Les missions de la transition sont de permettre par cette charte l'élaboration d'une nouvelle constitution et son adoption par referendum et de permettre l'organisation des élections locales et nationales.

## Organes
Les organes de la transition sont :
- le Comité national du rassemblement pour le développement ;
- le président de la Transition ;
- le gouvernement de la transition ;
- le Conseil national de la transition.

## Compléments